# Divotvorce

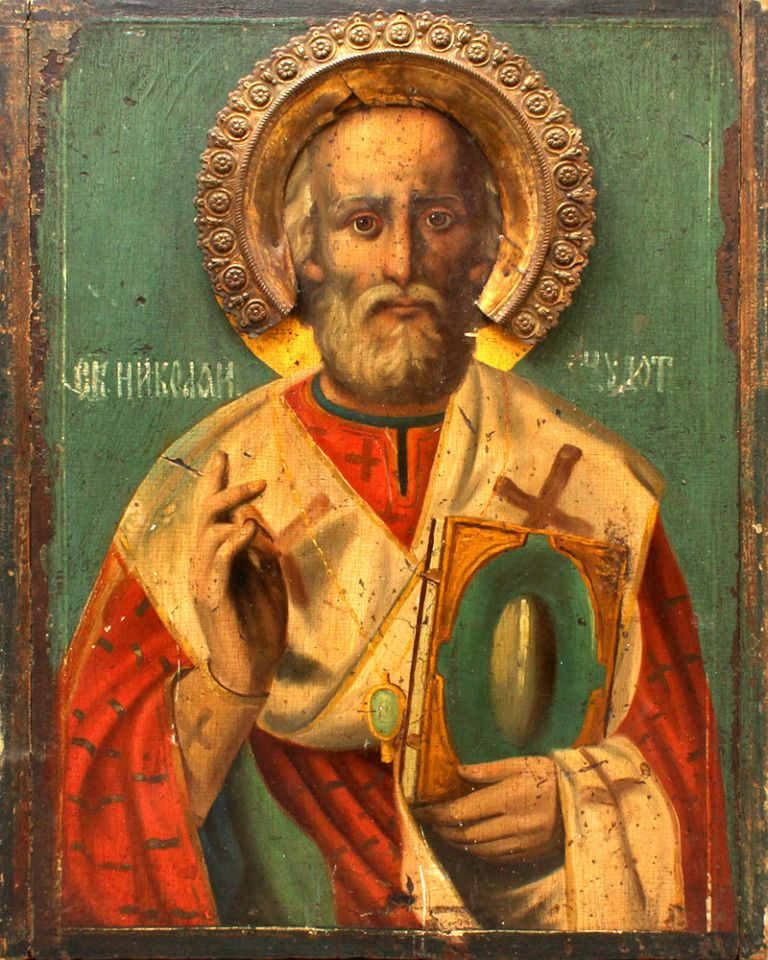
Svatý Mikuláš Divotvorce, ikona z počátku 19. století

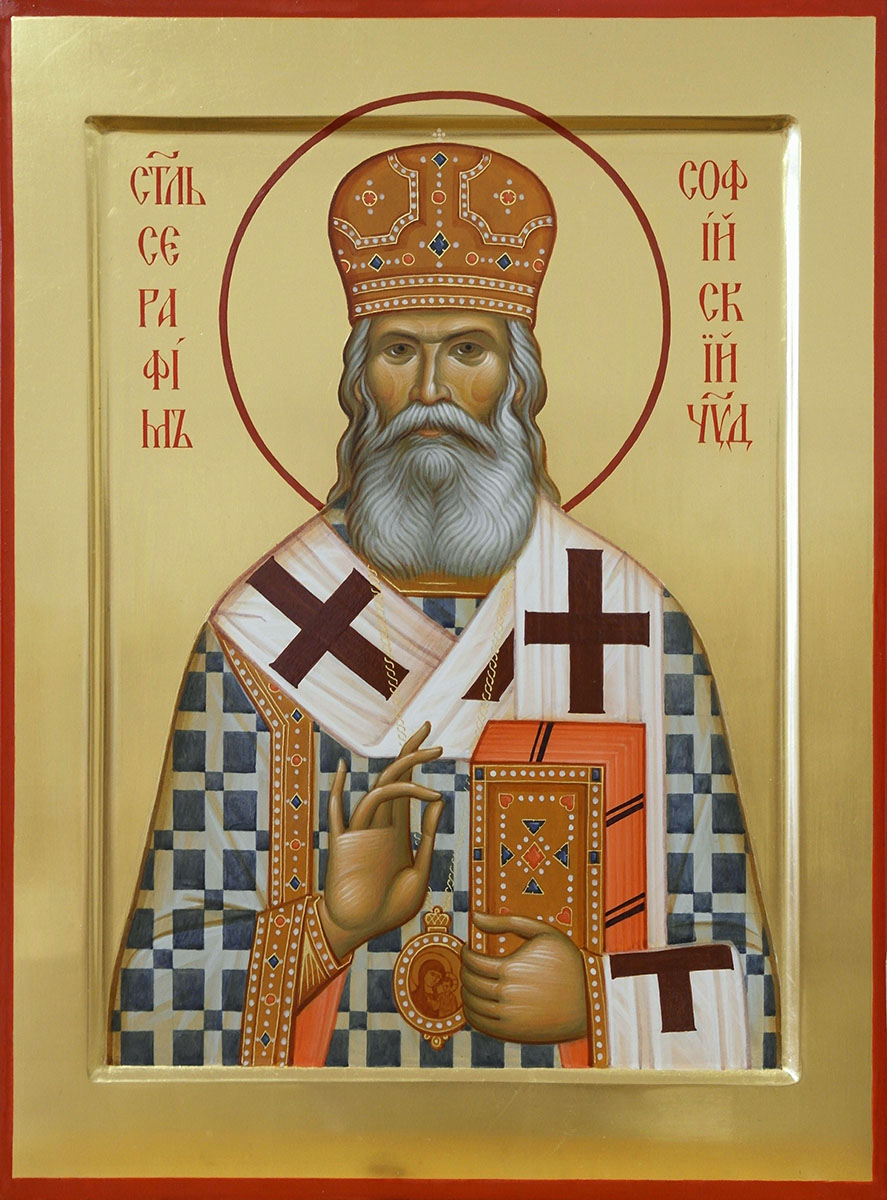
Svatý Serafim Sofijský, divotvůrce

Divotvorce (též divotvůrce) je osoba, která koná zázraky. Synonymem je thaumaturg z řeckého θαυματουργός.

## Křesťanství
Za divotvorce jsou považováni svatí, kteří působí zázraky nikoliv výjimečně, ale jako samozřejmost. Patří mezi ně například svatý Mikuláš (270–343), Antonín Paduánský (1195–1231) a především Ježíš Kristus.

### Divotvorce ve východním křesťanství

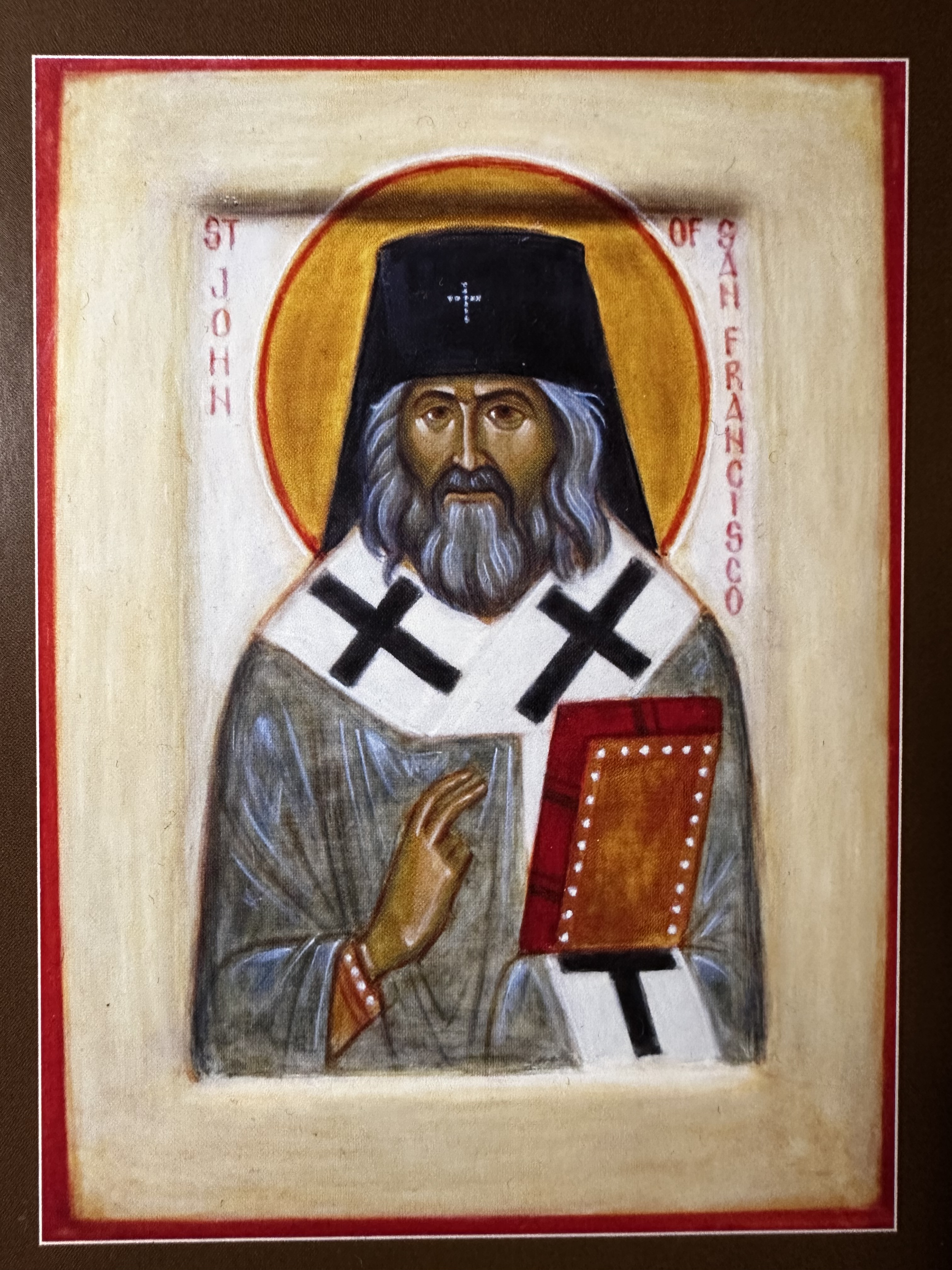
Svatý Jan Šanghajský a Sanfranciský, divotvůrce

V pravoslavné církvi je termín divotvorce (rusky Чудотво́рец, bělorusky Цудатворац, ukrajinsky Чудотворець) častou součástí pojmenování svatých. V byzantském obřadu se tak označuje kategorie svatých, kteří léčili, uzdravovali a křísili lidi svou vírou a modlitbami, případně konali velké a viditelné zázraky. Za divotvorce (taumaturga) je považován Ježíš Kristus, svatý biskup Mikuláš a další světci. Nejedná se však o zvláštní kategorii světců, protože zázraky doložené svědectvími jsou podmínkou kanonizace (svatořečení).

## Jiné (příklady)
Výraz divotvorce je užíván i v přeneseném, nenáboženském významu. Např.: 
- Sbírka povídek Jakuba Arbesa o Josefu Myslivečkovi a dalších hudebnících vyšla v roce 1959 pod názvem Divotvorci tónů.[2]
- Pro F. X. Šaldu byl Karel Jaromír Erben „pravý vnitřní básnický thaumaturg“.[3]
- Název filmu USA The Miracle Worker z roku 1965 byl do češtiny přeložen jako Divotvůrkyně, fantasy román Sebastiena de Castell Spellsinger byl česky vydán jako Divotvůrce.

## Zajímavost
Dílem, které se věnovalo otázce víry v léčivost tzv. královského doteku v Anglii a Francii je práce Marca Blocha Les Rois Thaumaturges (1924).